# Луцій Юлій Вестін
Луцій Юлій Вестін (*Lucius Iulius Vestinus, II ст. н. е. ) — давньоримський філолог, граматик, софіст, державний діяч часів володарювання імператора Адріана.

## Життєпис
Походив з роду Юліїв Вестінів. Про його родину замало відомостей. Був нащадком Луція Юлія Вестіна, префекта Єгипту у 60-62 роках. На початку кар'єри обіймав дуценарну посаду archiereus Alexandriae et Aegypti (одного з очільників міста Олександрія Єгипетська). Згодом очолював греко-римську бібліотеку у Римі (a bibliothecis Romanis et Graecis) та посаду голови відомства з наукових досліджень (a studiis).
У 1-й пол. 130-х років призначається Адріаном на посаду — ab epistulis, тобто особистого секретаря, який відповідав за отримання імператором від вищих чиновників, міст і від приватних осіб з дуже високим соціальним статусом, систематизацію цього листування й вчасне відправлення відповідей.

## Творчість
Разом з виконанням державницьких обов'язків активно займався науковою діяльністю, зокрема філологією та граматикою, особливо під час перебування в Єгипті. Вестін зробив і видав латинський переклад енциклопедичного словника відомого лексикографа доби еллінізму Памфіла Олександрійського. Втім, Вестін зробив з великої праці більш стислий варіант.
З доробку Вестіна також відомі обробки та аналіз праць Демосфена, Фукідіда, Ісократа та Ісея Ассирійського. Втім, вони збереглися лише в уривках, що містяться у Суда.